# Bruxelles-Ingooigem 1973
La Bruxelles-Ingooigem 1973, ventiseiesima edizione della corsa, si svolse il 13 giugno su un percorso con arrivo a Ingooigem. Fu vinta dal belga Wilfried David della squadra Flandria-Carpenter-Shimano davanti ai connazionali Julien Van Geebergen e Roger Verschaeve.

## Ordine d'arrivo (Top 10)
| Pos. | Corridore            | Squadra                    | Tempo |
| ---- | -------------------- | -------------------------- | ----- |
| 1    | Wilfried David       | Flandria-Carpenter-Shimano |       |
| 2    | Julien Van Geebergen | Novy-Romy Pils-Total       |       |
| 3    | Roger Verschaeve     | Flandria-Carpenter-Shimano |       |
| 4    | Eddy Demedts         | Ijsboerke-Bertin           |       |
| 5    | Ludo Van Der Linden  | Molteni                    |       |
| 6    | Herman Vrijders      | Ijsboerke-Bertin           |       |
| 7    | Roger Rosiers        | Bic                        |       |
| 8    | Ronny Vanmarcke      | Flandria-Carpenter-Shimano |       |
| 9    | Romain Maes          | Hertekamp                  |       |
| 10   | André De Mol         | Goldor-Hercka              |       |